# Lepthyphantes corfuensis
Lepthyphantes corfuensis este o specie de păianjeni din genul Lepthyphantes, familia Linyphiidae, descrisă de Wunderlich, 1995.
Este endemică în Grecia. Conform Catalogue of Life specia Lepthyphantes corfuensis nu are subspecii cunoscute.